# Rom Karmel
Rom Karmel (hebrejsky: רום כרמל) je hora o nadmořské výšce 546 metrů v severním Izraeli.
Leží v centrální části pohoří Karmel (jde o nejvyšší bod tohoto pohoří), cca 11 kilometrů jihovýchodně od centra Haify, na severozápadním okraji města Isfija. Má podobu nevýrazného návrší s částečně zalesněnými svahy, které na jih a západ odtud přecházejí do rozsáhlého lesního komplexu. Na západní straně kopce jeho svahy prudce klesají do údolí vádí Nachal Oren, do kterého ze svahů hory směřují vádí Nachal Chejk a Nachal Alon. Na jihozápadní straně na horu plynule navazuje vrch Har Ela. Na západě se rozkládá další vrchol Har Alon. Podél severního okraje vrcholové partie prochází lokální silnice 672 lemovaná rozptýlenou zástavbou na okraji města Isfija.
V prosinci 2010 bylo okolí hory postiženo lesním požárem, který zničil velkou část zdejších lesů.